# عبد الباسط الصوفي
عبد الباسط بن محمد أبي الخير الصوفي (1931—1960) شاعر سوري من حمص.

## حياته
ولد ودرس في مدينة حمص السورية. حصل على الشهادة الثانوية في 1950. بعد حصوله على الشهادة الثانوية تم تعيينه مدرساً فعمل في قرى محافظة حمص مدة سنتين، وفي سنة 1952 التحق بالمعهد العالي للمعلمين وحصل على شهادة الليسانس في الأدب العربي في 1956، درّس بعدها اللغة العربية في مدارس محافظتي حمص ودير الزور حتى شباط 1960.
أوفدته وزارة التربية والتعليم لتدريس العربية في غينيا في 1960، وهناك أصيب بانهيار عصبي وقام بعدة محاولات انتحار، ومات في مستشفى في كوناكري في 20 يوليو 1960، ونُقل جثمانه بحراً إلى بلده حيث دفن بعد شهرين من وفاته.

## أعماله
يصنف نتاجه ضمن الرومنطيقية، ويوصف بالتشاؤم والانطواء والحزن.
صدر له ديوان شعر وحيد «أبيات ريفية» عن دار الآداب بيروت في 1961.
كما أصدرت وزارة الثقافة والإرشاد القومي في سوريا في سنة 1968 «آثار عبد الباسط الصوفي الشعرية والنثرية».
من قصائده:
- «ليالي الحب» (مجلة النواعير - حماة - العدد 34 - أكتوبر 1947)
- «مدينة الغَرَب» (مجلة الثقافة - دمشق، نوفمبر 1958)
- «سبوتنيك» (مجلة الآداب - بيروت - سبتمبر 1959)
- «مأدبة للقمر» (مجلة الآداب - بيروت - نوفمبر 1959)
- «قصيدة وفنجان قهوة» (مجلة الآداب - بيروت - ديسمبر 1959)